# Corona de Sancho IV
La corona de Sancho IV, corona imperial o corona de los camafeos es una corona real correspondiente al rey Sancho IV de Castilla y mencionada por primera vez por Alfonso X de Castilla " El sabio", en su testamento el 21 de enero de 1284.

## Descripción
La corona, de unos 57×8 cm, está formada por ocho placas de plata sobredoradas de 7×4,5 cm unidas por charnelas. En la parte superior, en el centro de cada placa, se encuentra un castillo heráldico de tres torres.
En el centro de cada placa se encuentra una piedra preciosa o un camafeo. Cuatro tienen zafiros sin tallar; alternándose con los zafiros hay cuatro camafeos: dos de origen romano imperial y dos de origen stáufico o del sur de Italia. Los dos romanos representan retratos de Druso el Joven y la reina Onfalia, cubierta con la piel del León de Nemea.

## Historia
La corona fue mencionada por primera vez en el testamento de Alfonso X el Sabio el 21 de enero de 1284:

[...] e las coronas con las piedras e los camafeos [...] que lo haya todo aquel que con derecho por nos heredase nuestro señoría mayor de Castilla y León.

Las tres copias conservadas del testamento hablan de coronas en plural. El uso de camafeos en las coronas reales castellanas parece que no era infrecuente. El 1 de noviembre de 1362, Pedro I de Castilla otorgó su testamento en Sevilla, en el que escribe:

[...] otrosí mando a la dicha infanta doña Constanza, mi fija, la corona que fue del rey mío padre [...] en q'estan los camafeos

Como se ve, el trato de las coronas y joyas reales se aproximaba al reparto de las joyas familiares de un padre con sus hijos.
Sancho IV dispuso su enterramiento en la Catedral de Toledo en 1285:

[...] escogemos nuestra sepultura en la Santa Iglesia de Santa María la sobredicha [de Toledo]. E quando voluntad fuere de Dios que finemos, mandamos que nos entierren en aquel logar que nos ordenamos con don Gonçalvo arçobispo sobredicho e con el deán Miguel Ximénez [...]

A la muerte del rey Sancho IV el 25 de abril de 1295, fue enterrado en la capilla de la Catedral, la que el mismo rey había mandado construir y a la que había trasladado los reyes enterrados en Toledo. El sepulcro, probablemente un simple cajón de piedra, fue pronto sustituido por uno mejor, mandado hacer por la viuda. El cadáver fue trasladado al nuevo sepulcro en 1308, que posiblemente corresponde al que se puede ver actualmente a la derecha del altar mayor. El cuerpo fue trasladado de nuevo en el siglo XVI por orden del cardenal Cisneros, que los colocó en su lugar actual, donde fue encontrada la corona.

## Hallazgo
La corona fue hallada en 1948 durante la búsqueda de la tumba de Sancho II de Portugal en el área del altar mayor de la Catedral de Toledo. Efectivamente se encontraron cuatro sarcófagos: el de Alfonso VI de Castilla, el de su hijo, Sancho III de Castilla, el de Sancho IV y el del infante Pedro, hijo de Alfonso XI de Castilla. Estos sarcófagos habían escapado milagrosamente del expolio de los comuneros o de las tropas napoleónicas.
El cuerpo de Sancho IV se encontró envuelto en una colcha.

Abierta esta apareció el cadáver de un hombre, de elevada estatura, pues en el proceso de corrupción sepulcral la planta de los pies, que ordinariamente forma ángulo con las pierna, se mostraba caída hacia adelante; ostentaba además una corona eslabonada con una franja de ocho eslabones, sostenida con un cordón de cáñamo que, como un barboquejo, le pasaba bajo el mentón. El cadáver, momificado y en excelente estado de conservación, estaba desnudo de cintura para arriba y llevaba una especie de braga o calzoncillo y rodeando su cintura un cordón de San Francisco. Calzado con un calzado de cuero fino, llevaba una espada de ancha hoja con una inscripción ilegible y en la parte superior del pomo unos esmaltes, al presente saltados, y un adorno circular, que posiblemente guardó al principio algún esmalte 
o reliquia como insinúan los arabescos de uno de sus lados
J. F. Rivera Recio (1985)

La corona se encuentra actualmente en la catedral de Toledo.